# Acer yangbiense
Acer yangbiense là một loài thực vật có hoa trong họ Bồ hòn. Loài này được Y.S.Chen & Q.E.Yang mô tả khoa học đầu tiên năm 2003.